# HD 198781
HD 198781，又名BD+63 1663，SAO 19051、HR 7993，是一颗恒星，视星等为6.45，位于銀經99.94，銀緯12.61，其B1900.0坐标为赤經20h 47m 32s，赤緯+63° 12.61′ 9″。